# Nasida Ria
Nasida Ria es una banda musical de género qasidah moderno de Indonesia. Integrada por 9 cantantes y músicos femeninas procedentes de Semarang, Java Central. Nasida Ria fue dirigido por H. Mudrikah Zain, actualmente el grupo está administrado por Choliq Zain. La banda se creó en 1975, además es una de las agrupaciones femeninas más antiguas del género qasidah moderno de Indonesia. 

## Historia
En 1975 el grupo Nasida Ria, fue fundada en Semarang, Java Central, por SM Zain, un profesor de qira'at (un experto en la lectura del Corán). Zain había tenido previamente una experiencia con un grupo musical de género mixto llamado Assabab. Reunió a nueve de sus estudiantes para formar una banda musical. La banda se creó con las siguientes integrantes como Mudrikah Zain, Mutoharoh, Rien Jamain, Umi Kholifah, Musyarofah, Nunung, Alfiyah, Kudriyah, y Nur Ain. En un principio, el grupo sólo utilizó una pequeña prueba para proporcionar la música. Más adelante, el entonces alcalde de Semarang y fan del grupo Iman Soeparto Tjakrajoeda, les ha donado un órgano musical para ayudar al grupo, facilitando para los estudios musicales para la formación del grupo. Las integrantes del grupo se formaron en los siguientes instrumentos musicales como el bajo, violín y guitarra. 
El grupo lanzó su primer álbum debut titulada "Alabaladil Makabul", que se produjo durante tres años y después comercializada al mercado a nivel nacional por el sello "Ira Puspita". Sus canciones se basa enteramente en la música dawah y con influencias de música árabe. Sus tres álbumes fueron temas similares en la que se incluyó bastante el canto árabe. Después de una sugerencia de Kyai Ahmad Buchori Masruri, sus canciones fueron una de las más eficaces en su totalidad. En la que Nasida Ria cambió su estilo musical. Masruri también contribuyó sus canciones bajo su seudónimo de Abu Ali Haidar.

## Discografía
Contribuciones artísticas
- The Rough Guide to the Music of Indonesia (2000, World Music Network)

Bibliografía
- «Kasidah, Ya Nasida Ria...» [Qasidah? Get Nasida Ria...]. Suara Merdeka (en indonesian). 31 de julio de 2011. Archivado desde el original el 25 de diciembre de 2011. Consultado el 25 de diciembre de 2011.
- «Musik dalam Peradaban Islam» [Music and Islamic Wisdom]. Republika (en indonesian). 10 de julio de 2009. Archivado desde el original el 25 de diciembre de 2011. Consultado el 25 de diciembre de 2011.
- Nursanti, Ida (20 de agosto de 2004). «Grup Kasidah Nasida Ria Tetap Eksis» [Nasida Ria group still exists]. Suara Merdeka (en indonesian). Archivado desde el original el 25 de diciembre de 2011. Consultado el 22 de diciembre de 2011.
- Taufiqurrahman, M. (22 de octubre de 2006). «Rock bands turn God-loving during Ramadhan». The Jakarta Post. Archivado desde el original el 25 de diciembre de 2011. Consultado el 25 de diciembre de 2011.

- Datos: Q4210537